# 속초 김종우 가옥
속초 김종우 가옥(束草 金宗友 家屋)은 대한민국 강원특별자치도 속초시 도문동에 있는 건축물이다. 1985년 1월 17일 강원특별자치도의 유형문화재 제85호로 지정되었다.

## 개요
이 가옥은 18세기 중엽에 건립되었다고 전해지며, 현 소유자의 부친 때부터 이 곳에서 살아오고 있다.
안채와 행랑채 그리고 부속 창고로 이루어지며 집의 본채인 안채는 온돌 중심의 겹집에 마루가 도입된 'ㄱ'자 형태이다. 팔작지붕의 5량가 짜임새이며 평면 배치는 우측에 부엌이 있고 전열에는 마루 2칸과 사랑방이 놓이고 후열에는 안방, 뒷방, 뒷사랑이 있다. 부엌에 이어져 있는 외양간은 본채 지붕과 같은 높이로 한 칸 돌출되어 있으며 상부는 저장 공간으로 사용하고 있다. 자연석 쌓기 기단과 투박하게 다듬은 목재는 독특한 멋을 내고 있다.
겹집 형태이며 마구간이 본채에서 돌출된 구조는 이 지방에서 볼 수 있는 전형적인 전통 민가 형식이다.

## 참고 문헌
- 속초 김종우 가옥 - 국가유산청 국가유산포털